# Schloss Klein Gaffron

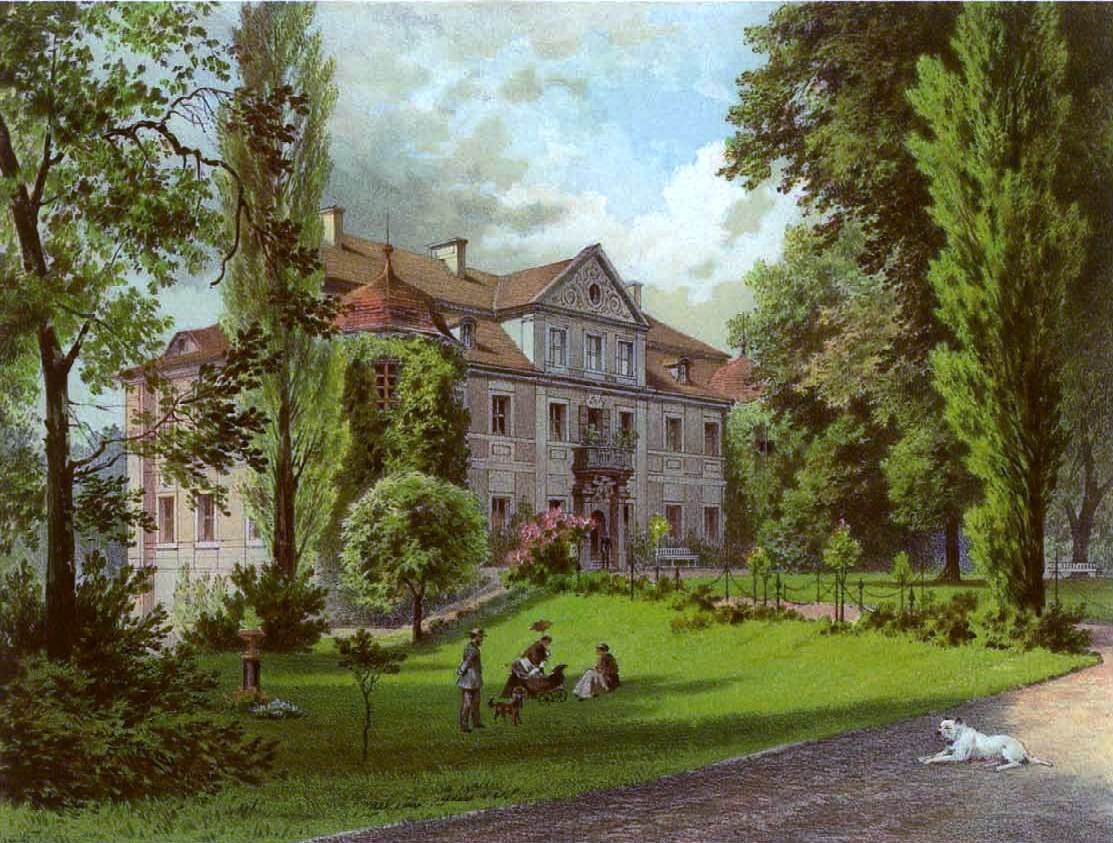
Schloss Klein Gaffron 1869/70

Das Schloss Klein Gaffron war ein Schloss in Gawronki (deutsch Klein Gaffron) in der Landgemeinde Rudna im Powiat Lubiński der Woiwodschaft Niederschlesien in Polen.

## Geschichte
Das Schloss geht auf eine Anlage des 14. Jahrhunderts zurück. Ab dem 15. Jahrhundert gehörte es dem Adelsgeschlecht Loeben, vor allem aber im Besitz der mit dem Ortsnamen namensverwandten Freiherren von Gaffron-Kunern. Im 17. und 18. Jahrhundert übernahmen die Herren von Niebelschütz das Gut. Unter den von Schweinichen wurde es zu einem Barockschloss umgebaut. Dabei erhielten die Ecken der Front gedrungene Türme, und das Portal erhielt einen Balkon als Abschluss. In der Dorfkirche zu Klein-Gaffron fanden sich Epitaphien dieser Familie und ihrer Ehefrauen. Im Jahr 1780 erwarb Graf von Schönaich-Carolath das Schloss. Der Gutsbereich Gaffron bestand damals aus den drei Gütern, Groß- und Klein-Gaffron und Beitkau. Der Besitz wechselte häufig. 1821 nennt die Neue Breslauer Zeitung Major Ferdinand von Rath, als Schenkung durch die Verwandte Henriette Leopoldine Wilhelmine Christiane von Wiese geb. von Rath, als Inhaber von Hypotheken auf Klein- und Groß Gaffron im Wert von 16.105 Reichsthaler.
Es folgten Medizinalrat Ebers, ein Hauptmann von Looper und Conrad Freiherr von der Reck. Um 1857 nennt Karl Friedrich Rauer in seiner Matrikel-Übersicht einen Herrn von Frankenberg-Lüttwitz als Gutsherren. Wohl nur durch Helmut Sieber belegt ist die Familie des Theodor Hermann von Frantzius (1835–1890) in Gaffron als Eigentümer. Danach wiederum erwarb Pauline von Kramsta (* 1828; † 1906) den Besitz. Sie war die Ehefrau des 1858 nobilitierten Gutsbesitzers Emil von Kramsta-Gäbersdorf und stammte aus der Berlin-Luckenwalder Fabrikantenfamilie Fähndrich. Ihre Familie lebte in Gaffron. In dieser Phase war das Rittergut Klein-Gaffron 392 ha groß, davon 157 ha Forsten. Gutsverwalter war Paul Schubert.
Graf Maximilian (Max) von Bethusy-Huc (1866–1922), der sogar einen Roman veröffentlichte, ließ das Schloss 1907 umbauen und auf der Gartenseite erweitern. Zu dieser Zeit war der bekannte Theologe Ernst Lohmeyer als Hauslehrer auf dem Herrensitz tätig. Im Ersten Weltkrieg, um 1916 war der Graf noch Eigentümer,
Dann erwarb die Schlesische Landschaft das gesamte Gut, um es aufzusiedeln. Aufgesiedelt wurde aber nur das benachbarte Rietschütz. Schloss und Forst Rietschütz und Klein-Gaffron wurden weiterverkauft. Siegfried von Brauchitsch (1874–1921), Sohn des Heinrich von Brauchitsch, lebte mit seiner Frau Helene Fleitmann (1888–1940), Tochter des Industriellen Richard Fleitmann, und den vier Kindern, alle in Lüben und von 1914 bis 1920 in Klein Gaffron geboren, im Herrenhaus. Helene von Brauchitsch heiratete erneut, Balthasar von Frankenberg-Lüttwitz, dieser wird teils auch als Gutsherr angesehen; aber nicht in allen Quellen. Etwa Mitte der 1930er Jahre bewohnte die Familie des Offiziers Josef Veltjens Schloss Klein Gaffron.
Klein Gaffron, etwaig bereist um 1908 in Gaffron umbenannt, gehörte zunächst zum schlesischen Kreis Steinau, dann ab 1932 zum Kreis Wohlau. 
Nach dem Übergang an Polen infolge des Zweiten Weltkriegs 1945 wurde das seiner Ausstattung beraubte Schloss in den 1950er Jahren abgerissen.